# William Ayache
William Ayache (Algiers, 10 januari 1961) is een voormalig Frans voetballer (verdediger) van Algerijnse origine.

## Clubcarrière
Hij speelde het grootste deel van zijn carrière voor FC Nantes, de club waarmee hij in 1980 en 1983 Frans landskampioen werd. Met Montpellier HSC won hij de Coupe de France in 1990.

## Interlandcarrière
Ayache speelde in de periode 1983-1988 twintig interlands voor de Franse nationale ploeg. Hij maakte zijn debuut op 5 oktober 1983 tegen Spanje (1-1). In 1984 werd hij olympisch kampioen met Frankrijk.

## Erelijst
FC Nantes
- Ligue 1

1980, 1983
 Montpellier HSC
- Coupe de France

1990
 Frankrijk
- Olympische Spelen

1984